# Huif

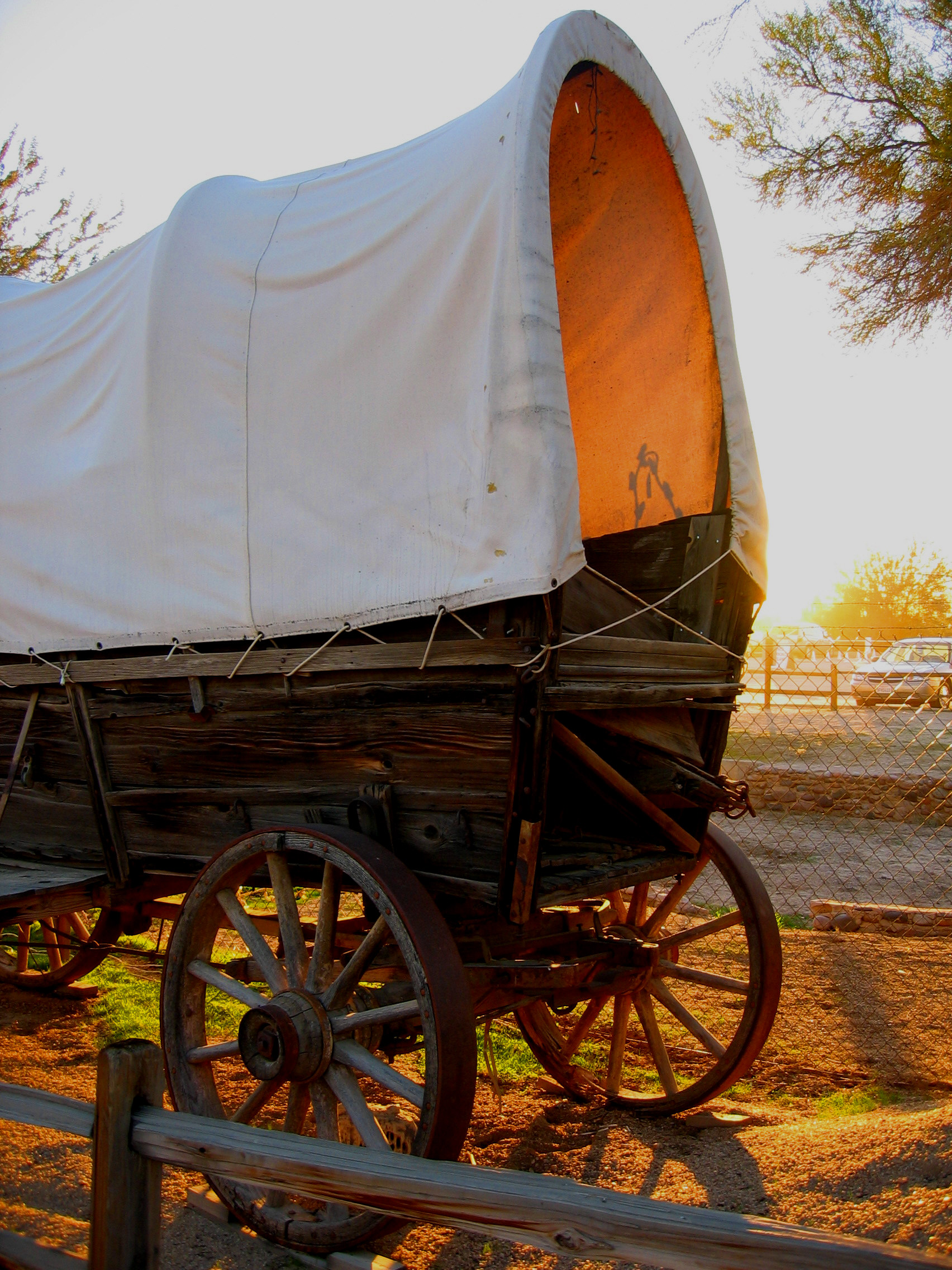
Amerikaanse huifwagen

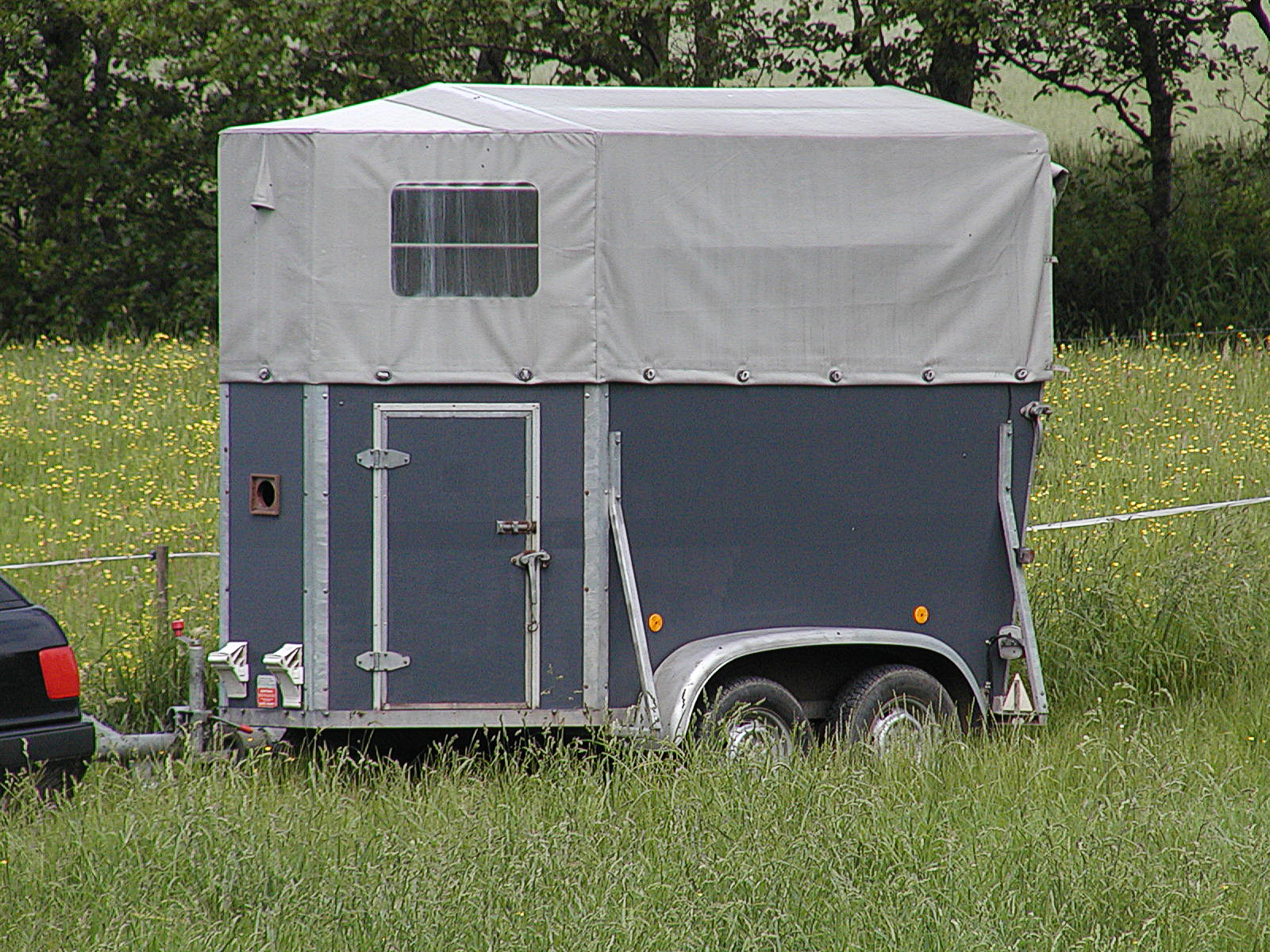
Aanhangwagen met huif

Een huif is een beschermende overkapping. Zo wordt een ondersteund beschermend zeildoek over een wagen, een boedelbak, een oplegger of een schuit een huif genoemd.
Een huifkar of huifwagen is een vier- of meerwielige wagen met een huif.
Ook een hoofdbedekking uit vroeger tijden, de strooien behuizing van een bijenkolonie en het kapje dat een valkenier over de kop van zijn vogel zet, noemt men een huif.

## Oplegger
Een oplegger met een huif is de oudste vorm van een dichte oplegger.
De huif is opgebouwd vanaf een vlakke vloer met kleppen van ongeveer vijftig centimeter hoog aan de voorkant, achterkant en de zijden. Hierboven zit een skelet en daarover een kleed van zeil.
Het skelet is opgebouwd uit metalen palen aan de zijkanten, ongeveer om de twee meter. Deze palen worden rongen genoemd. Over de palen heen liggen dragers. Tussen de rongen, over de lengte zitten houten of aluminium planken, ongeveer veertig centimeter boven elkaar. Tussen de dragers, over de lengte liggen aluminium buizen.
Om van een zijkant te laden wordt het zeil op het dak getrokken, en het skelet gedemonteerd. Om van de bovenkant te laden, bijvoorbeeld met een kraan wordt het hele zeil naar voren getrokken tot het op één meter opgevouwen ligt, en het skelet tot zover gedemonteerd. Het demonteren van de huif om van de zijkant te laden duurt ongeveer twintig minuten. Het demonteren van de hele huif duurt ongeveer vijfenveertig minuten.

### Schuifzeil
Een huif met schuifzeilen is de makkelijkste oplossing voor een oplegger waarvan de zijkant open en dicht moet kunnen.
De huif is opgebouwd vanaf een vlakke vloer, een stevig kopschot, meestal gemaakt van hout en/of metaal, een achterportaal met twee deuren of een zeil en twee of meer rongen aan de zijkant. Het zeil over de zijkant zit aan de bovenkant door middel van geleiders in een rail. Het zeil wordt aan de voor en achterkant een klein beetje opgerold omt het strak te trekken en aan de onderkant door middel van gespen vast gemaakt. De gespen zitten ongeveer om de dertig centimeter. Het openmaken van een twee zijkanten duurt ongeveer vijf minuten, daarmee is een schuifzeil huif veel sneller open en dicht te maken dan een traditionele huif.

## Afbeeldingen

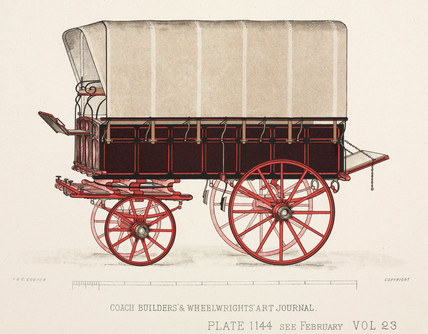
Antieke wagen met huif
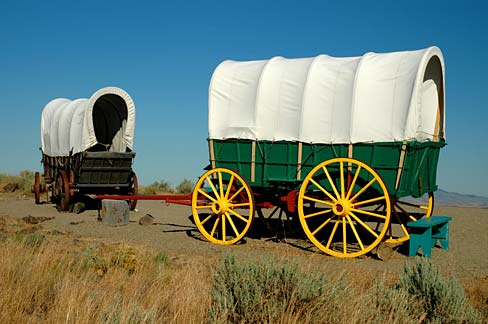
Amerikaanse huifwagens
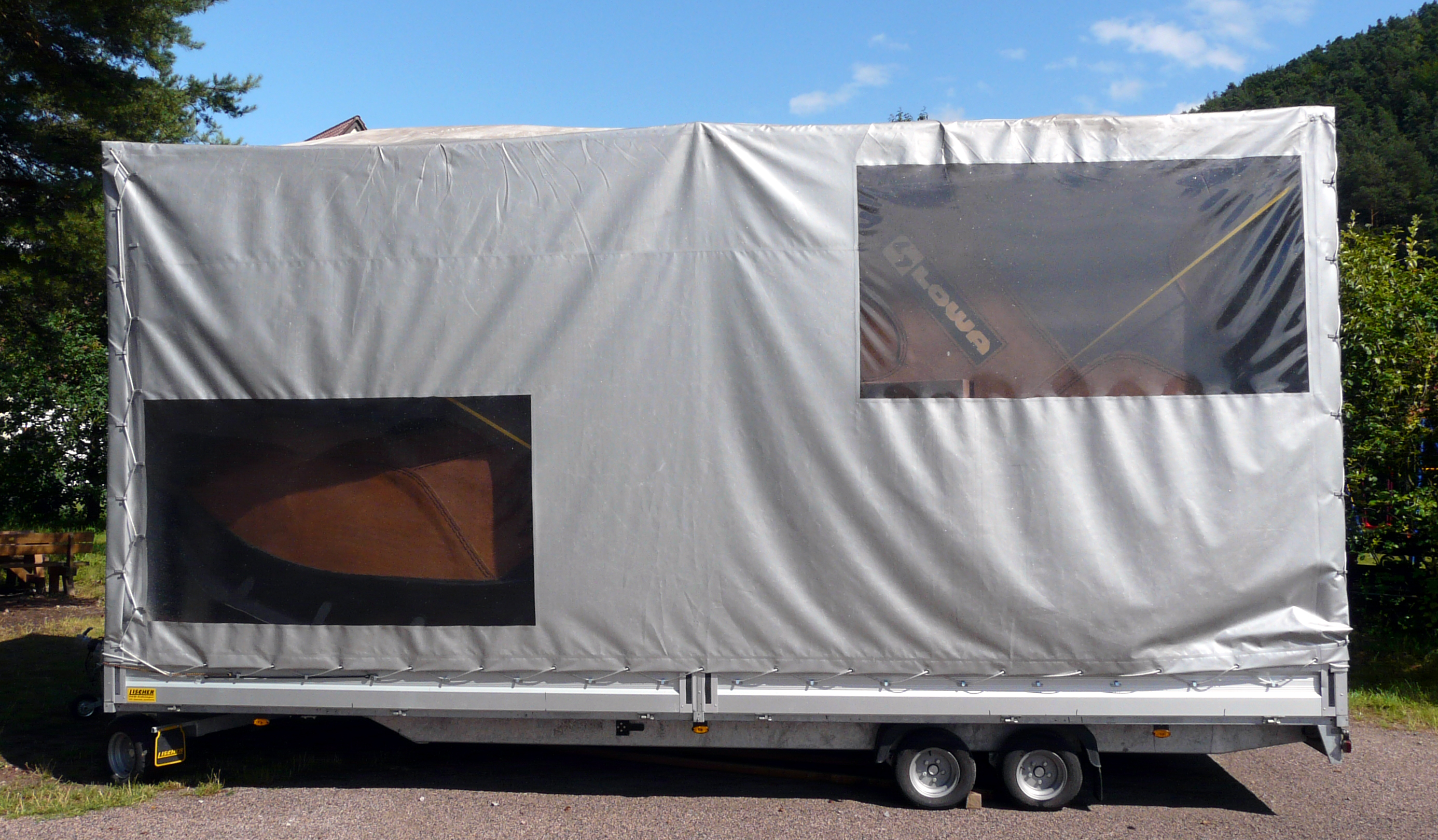
Duitse aanhangwagen
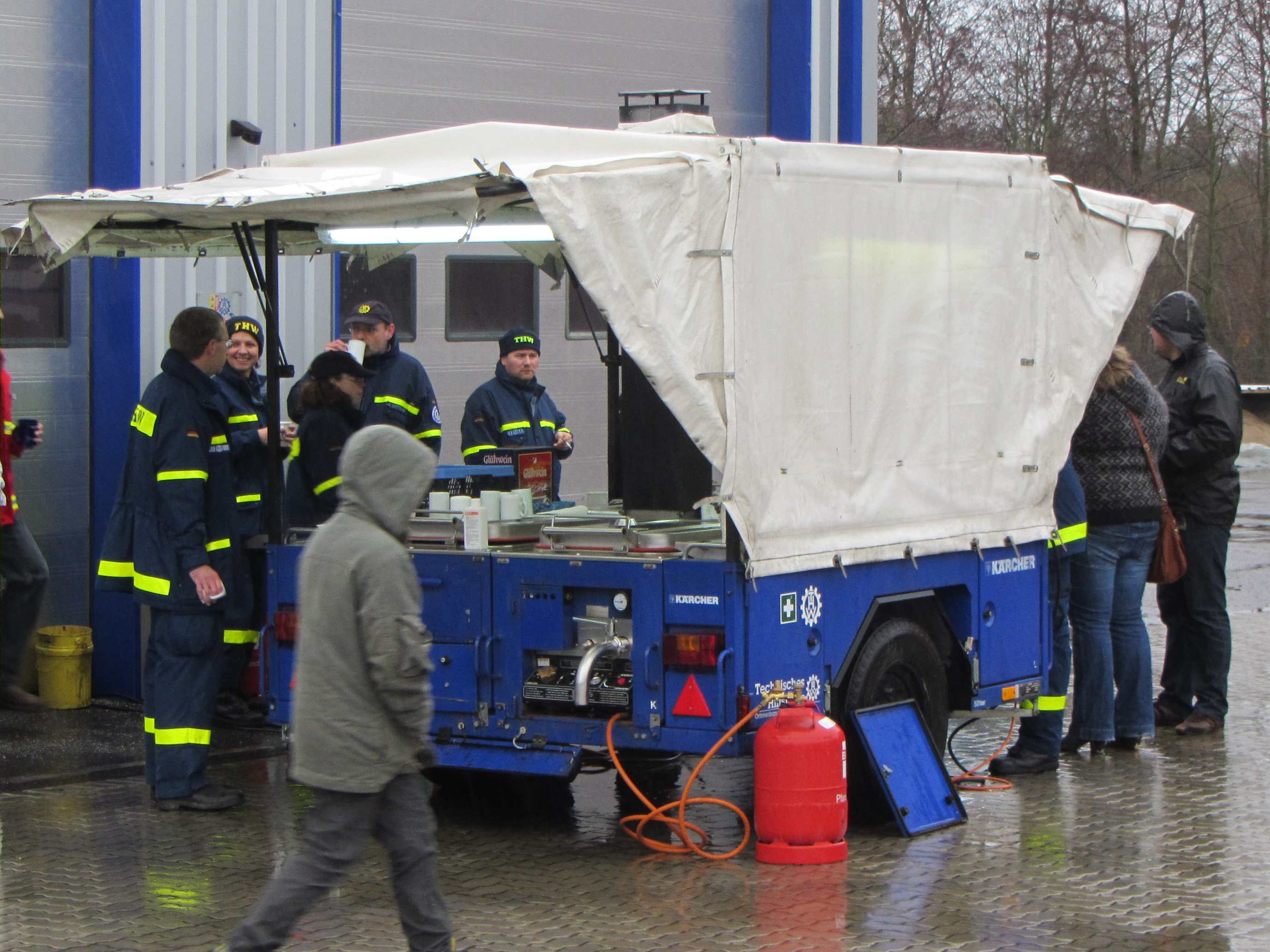
Mobiele keukenaanhanger
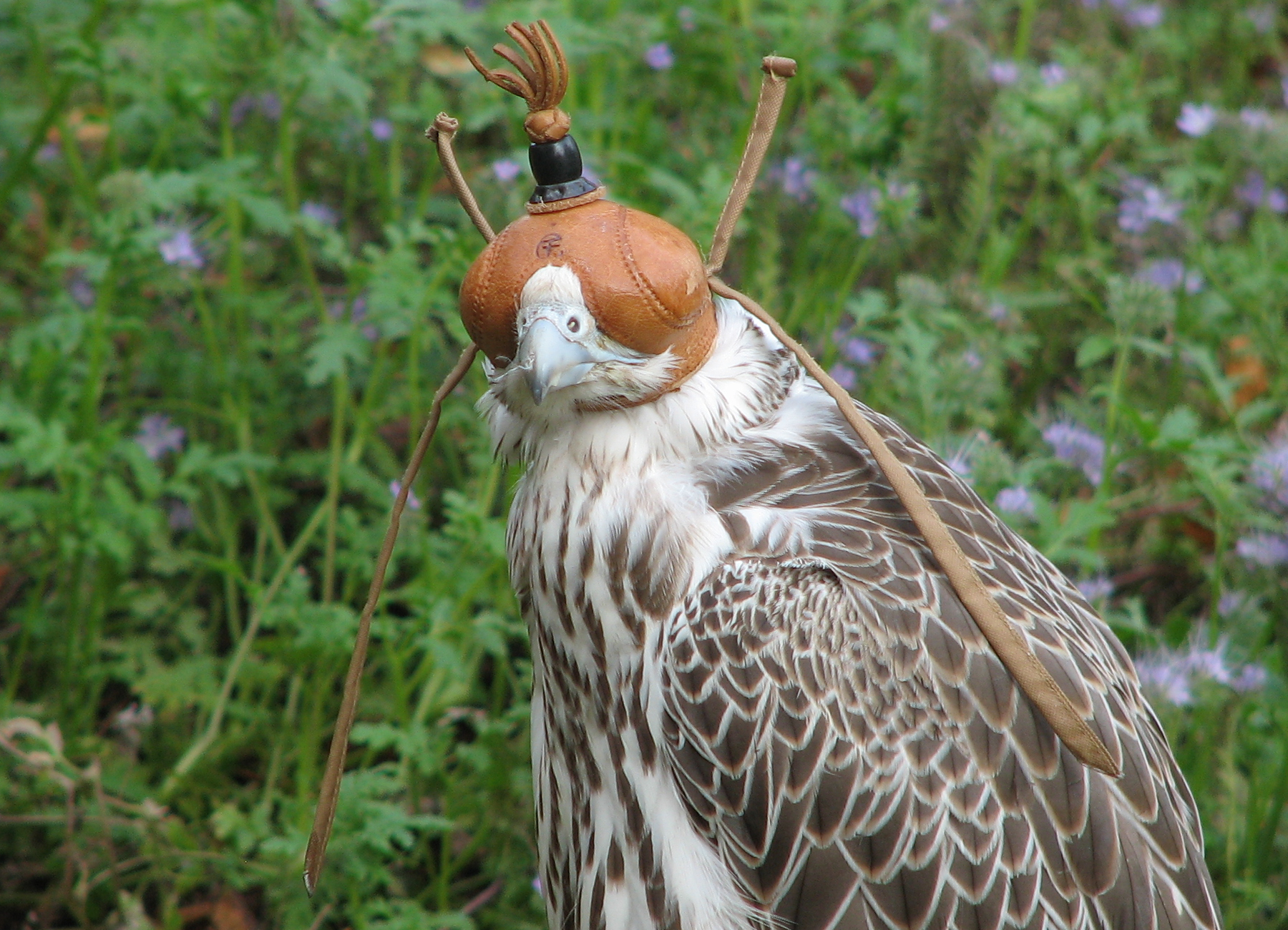
Valk met huif